# Nova Praha
Nova Praha (ukrainien : Нова Прага, russe : Новая Прага, littéral - Nouvelle Prague) est une commune urbaine de l'oblast de Kirovohrad, en Ukraine. Elle compte 6 378 habitants en 2021.